# Infiniti Pro Series 2002
De Infiniti Pro Series 2002 was het zeventiende kampioenschap van de Indy Lights.

## Teams en rijders
Alle teams reden met een Dallara IPS-chassis en met een 3.5 L Infiniti V8-motor.
| Team                             | Nr | Rijder              | Sponsor(s)                                     | Opmerkingen                                       |
| -------------------------------- | -- | ------------------- | ---------------------------------------------- | ------------------------------------------------- |
| Sinden Racing Service            | 2  | Ed Carpenter        | Menards / Jack K. Elrod Co. / Futaba / Delphi  |                                                   |
| Brian Stewart Racing             | 3  | Marty Roth          | Castek / Biltmore Homes                        | Reed alleen niet in Madison                       |
| Luyendyk Racing                  | 5  | Arie Luyendyk jr.   |                                                | Kreeg technische feedback van Chip Ganassi Racing |
| Kelley Racing                    | 7  | Jason Priestley     | HomeMed Pharmacy                               | Reed de eerste vier races                         |
| REV 1 Racing                     | 8  | Ronnie Johncox      |                                                |                                                   |
| Sam Schmidt Motorsports          | 9  | Jeff Tillman        | Budweiser Racing - King of Beers               | Reed alleen in Michigan                           |
| Sam Schmidt Motorsports          | 9  | Tom Wood            | Budweiser / Super 8 Motels                     | Reed in Kentucky, Chicago en Texas                |
| Sam Schmidt Motorsports          | 9  | Curtis Francois     | Budweiser Racing                               | Reed alleen in Madison                            |
| Sam Schmidt Motorsports          | 99 | G.J. Mennen jr      | Greased Lightning Automotive Cleaning Prod.    |                                                   |
| Roquin Motorsports               | 11 | Rolando Quintanilla |                                                | Reed alleen niet in Kansas                        |
| Beardsley Motorsports            | 12 | Matt Beardsley      | Alpine Bank / Old Republic Land Title          | Reed niet in Kansas en Chicago                    |
| A.J. Foyt Enterprises            | 14 | A.J. Foyt IV        | Harrah's                                       |                                                   |
| Automatic Fire Sprinklers        | 27 | Gary Peterson       | Automatic Fire Sprinklers, Inc.                |                                                   |
| CGF Racing                       | 34 | Ryan Hampton        |                                                | Reed de laatste vijf races                        |
| Bowes Seal Fast Racing           | 37 | Mike Koss           | Bowes Seal Fast Automotive Products            | Reed alleen niet in Madison                       |
| Bowes Seal Fast Racing           | 37 | Matt Halliday       | Bowes Seal Fast Automotive Products            | Reed alleen in Madison                            |
| Bowes Seal Fast Racing           | 38 | Matt Halliday       | Bowes Seal Fast / Hoosier Wholesale Automotive | Reed alleen in Kansas                             |
| Bowes Seal Fast Racing           | 43 | Dave Steel          | Bowes Seal Fast / Hoosier Wholesale Automotive | Reed alleen in Michigan                           |
| Bowes Seal Fast Racing           | 43 | Tony Turco          | Bowes Seal Fast Automotive Products / Team ISI | Reed in Kentucky, Madison en Chicago              |
| Hemelgarn 91/Johnson Motorsports | 91 | Aaron Fike          |                                                |                                                   |
| Hemelgarn 91/Johnson Motorsports | 92 | Cory Witherill      | WSA Healthcare                                 |                                                   |

## Races
| Race | Datum        | Race Naam       | Circuit                         | Locatie           |
| ---- | ------------ | --------------- | ------------------------------- | ----------------- |
| 1    | 7 Juli       | Kansas 100      | Kansas Speedway                 | Kansas, KS        |
| 2    | 20 Juli      | Nashville 100   | Nashville Superspeedway         | Wilson County, TN |
| 3    | 28 Juli      | Michigan 100    | Michigan International Speedway | Brooklyn, MI      |
| 4    | 11 Augustus  | Kentucky 100    | Kentucky Speedway               | Sparta, KY        |
| 5    | 25 Augustus  | Gateway 100     | Gateway International Raceway   | Madison, IL       |
| 6    | 8 September  | Chicagoland 100 | Chicagoland Speedway            | Joliet, IL        |
| 7    | 14 September | BG Products 100 | Texas Motor Speedway            | Fort Worth, TX    |

## Race resultaten
| Race | Race Naam   | Pole positie      | Snelste ronde     | Meeste ronden aan de leiding | Winnende rijder | Winnende team                    |
| ---- | ----------- | ----------------- | ----------------- | ---------------------------- | --------------- | -------------------------------- |
| 1    | Kansas      | A.J. Foyt IV      | Arie Luyendyk jr. | A.J. Foyt IV                 | A.J. Foyt IV    | A.J. Foyt Enterprises            |
| 2    | Nashville   | Ronnie Johncox    | Aaron Fike        | Cory Witherill               | Cory Witherill  | Hemelgarn 91/Johnson Motorsports |
| 3    | Michigan    | Arie Luyendyk jr. | Jason Priestley   | A.J. Foyt IV                 | A.J. Foyt IV    | A.J. Foyt Enterprises            |
| 4    | Kentucky    | Arie Luyendyk jr. | Cory Witherill    | A.J. Foyt IV                 | A.J. Foyt IV    | A.J. Foyt Enterprises            |
| 5    | Gateway     | Ryan Hampton      | Ryan Hampton      | Ryan Hampton                 | Ryan Hampton    | CGF Racing                       |
| 6    | Chicagoland | A.J. Foyt IV      | Gary Peterson     | Arie Luyendyk jr.            | Aaron Fike      | Hemelgarn 91/Johnson Motorsports |
| 7    | Texas       | A.J. Foyt IV      | Tom Wood          | A.J. Foyt IV                 | A.J. Foyt IV    | A.J. Foyt Enterprises            |

## Uitslagen
| Pos | Rijder              | KAN | NSH | MIC | KTY | GIR | CHI | TXS | Punten |
| --- | ------------------- | --- | --- | --- | --- | --- | --- | --- | ------ |
| 1   | A.J. Foyt IV        | 1*  | 4   | 1*  | 1*  | 9   | 6   | 1*  | 290    |
| 2   | Arie Luyendyk jr.   | 10  | 2   | 2   | 6   | 2   | 2*  | 7   | 236    |
| 3   | Ed Carpenter        | 5   | 5   | 3   | 2   | 3   | 7   | 5   | 226    |
| 4   | Cory Witherill      | 3   | 1*  | 15  | 3   | 11  | 13  | 2   | 213    |
| 5   | Aaron Fike          | 11  | 3   | 4   | 14  | 14  | 1   | 12  | 186    |
| 6   | Ronnie Johncox      | 9   | 12  | 5   | 4   | 8   | 5   | 8   | 180    |
| 7   | Gary Peterson       | 7   | DNS | 10  | 8   | 10  | 8   | 4   | 163    |
| 8   | G.J. Mennen jr.     | 8   | 8   | 9   | 15  | 4   | 9   | 9   | 161    |
| 9   | Ryan Hampton        |     |     | 7   | 12  | 1*  | 14  | 3   | 147    |
| 10  | Marty Roth          | 6   | 9   | 11  | 13  |     | 4   | 10  | 138    |
| 11  | Rolando Quintanilla |     | 11  | 6   | 7   | 6   | 10  | 14  | 137    |
| 12  | Mike Koss           | 4   | 10  | 16  | 11  |     | 11  | 11  | 123    |
| 13  | Matt Beardsley      |     | 7   | 14  | 5   | 12  |     | 13  | 107    |
| 14  | Jason Priestley     | 2   | 6   | 13  | DNS |     |     |     | 99     |
| 15  | Tom Wood            |     |     |     | 10  |     | 3   | 6   | 83     |
| 16  | Tony Turco          |     |     |     | 9   | 13  | 12  |     | 57     |
| 17  | Matt Halliday       | 12  |     |     |     | 7   |     |     | 44     |
| 18  | Curtis Francois     |     |     |     |     | 5   |     |     | 30     |
| 19  | Dave Steele         |     |     | 8   |     |     |     |     | 24     |
| 20  | Jeff Tillman        |     |     | 12  |     |     |     |     | 18     |
| Pos | Rijder              | KAN | NSH | MIC | KTY | GIR | CHI | TXS | Punten |

| Kleur       | Resultaat                       |
| ----------- | ------------------------------- |
| Goud        | Winnaar                         |
| Zilver      | 2de plaats                      |
| Brons       | 3de plaats                      |
| Groen       | 4de en 5de plaats               |
| Lichtblauw  | 6de–10de plaats                 |
| Donkerblauw | Gefinisht (buiten de Top 10)    |
| Paars       | Niet gefinisht                  |
| Rood        | Niet gekwalificeerd (DNQ)       |
| Bruin       | Teruggetrokken (Wth)            |
| Zwart       | Gediskwalificeerd (DSQ)         |
| Wit         | Niet Gestart (DNS)              |
| Blank       | Nam geen deel aan de race (DNP) |
| Blank       | Niet geracet                    |

| Toegevoegde info    |                                                      |
| vet                 | Pole positie (1 punt)                                |
| cursief             | Snelste ronde                                        |
| *                   | Meeste ronden aan de leiding (2 punten)              |
| 1                   | Kwalificatie geannuleerd geen bonuspunten uitgedeeld |
| Rookie van het Jaar |                                                      |
| Rookie              |                                                      |

| Kleur       | Resultaat                       |
| ----------- | ------------------------------- |
| Goud        | Winnaar                         |
| Zilver      | 2de plaats                      |
| Brons       | 3de plaats                      |
| Groen       | 4de en 5de plaats               |
| Lichtblauw  | 6de–10de plaats                 |
| Donkerblauw | Gefinisht (buiten de Top 10)    |
| Paars       | Niet gefinisht                  |
| Rood        | Niet gekwalificeerd (DNQ)       |
| Bruin       | Teruggetrokken (Wth)            |
| Zwart       | Gediskwalificeerd (DSQ)         |
| Wit         | Niet Gestart (DNS)              |
| Blank       | Nam geen deel aan de race (DNP) |
| Blank       | Niet geracet                    |

| Toegevoegde info    |                                                      |
| vet                 | Pole positie (1 punt)                                |
| cursief             | Snelste ronde                                        |
| *                   | Meeste ronden aan de leiding (2 punten)              |
| 1                   | Kwalificatie geannuleerd geen bonuspunten uitgedeeld |
| Rookie van het Jaar |                                                      |
| Rookie              |                                                      |

| Positie | 1  | 2  | 3  | 4  | 5  | 6  | 7  | 8  | 9  | 10 | 11 | 12 | 13 | 14 | 15 | 16 | 17 | 18 | 19 | 20 | 21 | 22 | 23 | 24 | 25 | 26 | 27 | 28 | 29 | 30 | 31 | 32 | 33 |
| ------- | -- | -- | -- | -- | -- | -- | -- | -- | -- | -- | -- | -- | -- | -- | -- | -- | -- | -- | -- | -- | -- | -- | -- | -- | -- | -- | -- | -- | -- | -- | -- | -- | -- |
| Punten  | 50 | 40 | 35 | 32 | 30 | 28 | 26 | 24 | 22 | 20 | 19 | 18 | 17 | 16 | 15 | 14 | 13 | 12 | 11 | 10 | 9  | 8  | 7  | 6  | 5  | 4  | 3  | 3  | 3  | 3  | 3  | 3  | 3  |

1986 ·
1987 ·
1988 ·
1989 ·
1990 ·
1991 ·
1992 ·
1993 ·
1994 ·
1995 ·
1996 ·
1997 · 
1998 ·
1999 ·
2000 ·
2001 ·
2002 ·
2003 ·
2004 ·
2005 ·
2006 ·
2007 ·
2008 ·
2009 ·
2010 ·
2011 ·
2012 ·
2013 ·
2014 ·
2015 ·
2016 ·
2017 ·
2018 ·
2019 ·
2020 ·
2021 ·
2022 ·
2023 ·
2024 ·
2025

Lijst van coureurs